# 63 ق هـ
63 ق هـ هي السنة الثالثة والستون السابقة للهجرة النبوية، وهي توافق ما بين سنتي 560 و561 حسب التقويم الميلادي، أي أنها بدأت في سنة 560م وانتهت في سنة 561م.